# Krymsk
Krymsk (em russo: Крымск) é uma cidade no Krai de Krasnodar, Rússia.  

## Demografia
A cidade possui uma população de 57.927 segundo o censo russo de 2020, apresentando numero similar aos registrados anteriormente de 57.382 habitantes no censo de 2010. Anteriomente, a municipalidade apresentava crescimento demográfico, tendo em 1989 apenas 50.893 habitantes.

## História
Fundada em 1858 como a fortaleza e stanitsa de Krymskaya (Кры́мская), o aldeamento foi batizado em homenagem ao Regimento Cossaco da Criméia. e recebeu seu nome atual apenas um século depois, em 1958. A estação ferroviária da cidade, no entanto, mantém o nome Krymskaya.